# Erysimum witmannii
Erysimum witmannii là một loài thực vật có hoa trong họ Cải. Loài này được Zaw. mô tả khoa học đầu tiên năm 1835.